# Ecuație parametrică

Un exemplu de reprezentare dată de o ecuație parametrică

În matematică, ecuațiile parametrice reprezintă un sistem de ecuații echivalente cu un sistem dat, dar la care ecuațiile sunt scrise explicit în funcție de o altă necunoscută, sau necunoscute, numite parametri. În alte cuvinte, ecuația parametrică exprimă coordonatele punctelor ca funcții ale unor parametri.  De exemplu,
{\displaystyle {\begin{aligned}x&=\cos t\\y&=\sin t\end{aligned}}}
sunt ecuații parametrice pentru cercul trigonometric, unde t este parametrul. Aceste ecuații sunt denumite reprezentarea parametrică a curbei.